# Nematocampa varicata
Nematocampa varicata là một loài bướm đêm trong họ Geometridae.